# Chicago Film Critics Association Award/Bester Animationsfilm
Gewinner des Chicago Film Critics Association Awards in der Kategorie Bester Animationsfilm (Award for Best Animated Feature). Die US-amerikanische Filmkritikervereinigung gibt alljährlich Mitte Dezember ihre Auszeichnungen für die besten Filmproduktionen und Filmschaffenden des laufenden Kalenderjahres bekannt. Diese werden wie bei der Oscar- oder Golden-Globe-Verleihung aus fünf Nominierten ausgewählt.
| Jahr | Preisträger                            | Regisseur                 |
| ---- | -------------------------------------- | ------------------------- |
| 2007 | Ratatouille                            | Brad Bird                 |
| 2008 | WALL·E – Der Letzte räumt die Erde auf | Andrew Stanton            |
| 2009 | Oben                                   | Pete Docter               |
| 2010 | Toy Story 3                            | Lee Unkrich               |
| 2011 | Rango                                  | Gore Verbinski            |
| 2012 | ParaNorman                             | Sam Fell und Chris Butler |
| 2013 | Kaze Tachinu                           | Hayao Miyazaki            |